# Cakchiquel (groupe ethnique)
Pour les articles homonymes, voir Cakchiquel.
Cet article concerne le peuple Cakchiquel. Pour la langue Cakchiquel, voir Cakchiquel (langue).

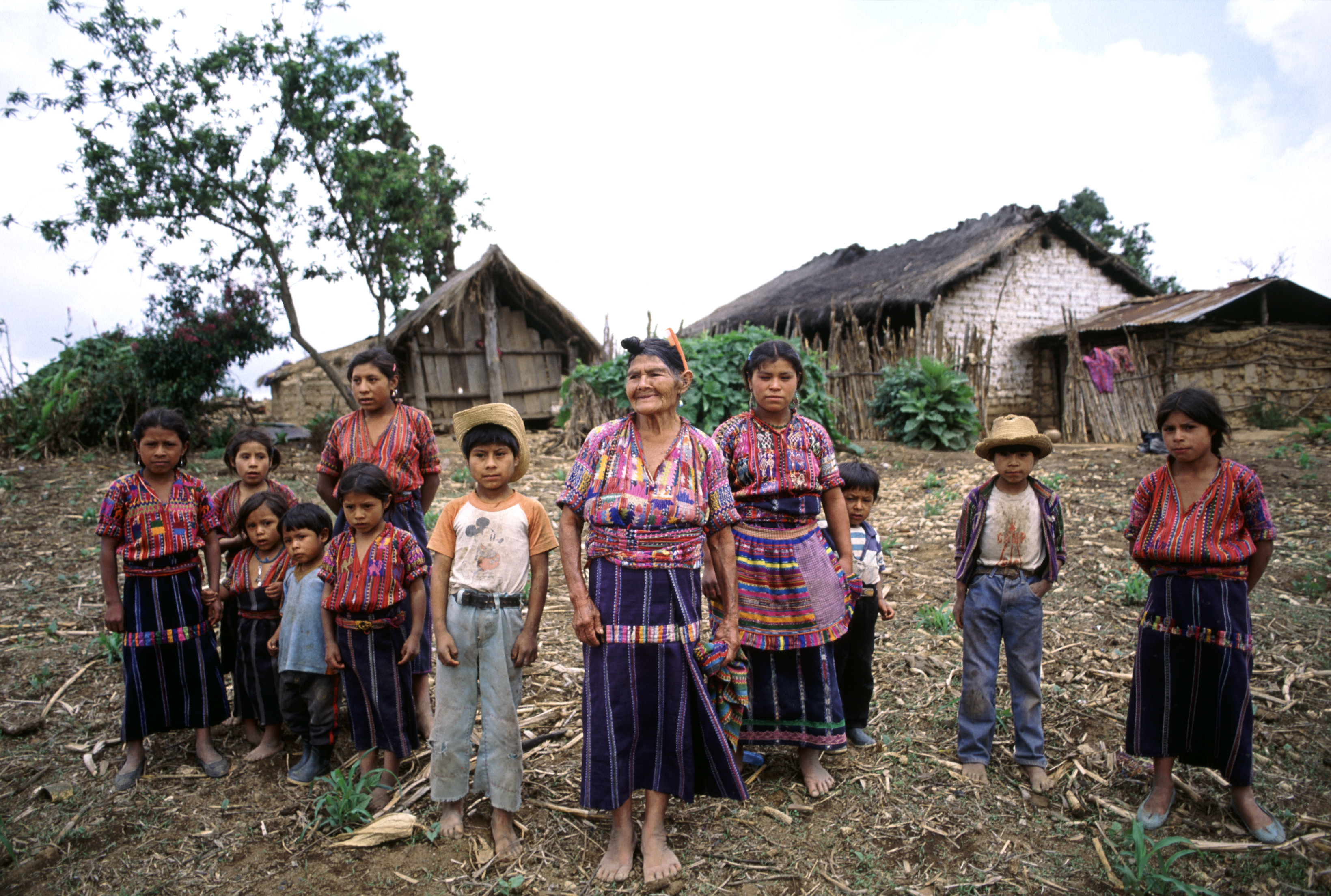
Famille cakchiquel

Les Cakchiquel (ou Kaqchikel conformément à la transcription alphabétique des langues mayas de plus en plus communément employée) sont un groupe ethnique issu de la civilisation maya, vivant dans les montagnes de l'ouest du Guatemala. Actuellement Chimaltenango, dans le département du même nom, est la principale ville cakchiquel du pays. Ils vivent de l'agriculture et leur culture reflète une fusion d'influences mayas et espagnoles. Cakchiquel est aussi le nom de leur langue.

## Histoire
Les Annales des Cakchiquels (en), écrites après la conquête espagnole en alphabet latin mais en langue cakchiquel, relatent leur histoire depuis ses débuts mythiques. Les Cakchiquels affirmaient être originaires d'un endroit appelé Tollan.
Les Cakchiquel avaient constitué l'un des royaumes mayas conquis par Pedro de Alvarado dans les années 1520. Iximché était leur capitale. À cette époque, ils étaient en guerre contre les Quichés, un autre peuple maya formant un royaume.